# Norgesmesterskapet 1946
La Norgesmesterskapet 1946 di calcio fu la 41ª edizione del torneo. La squadra vincitrice fu il Lyn Oslo, che vinse la finale contro il Fredrikstad con il punteggio di 3-2.

## Risultati

### Terzo turno
| Squadra 1        | Risultato      | Squadra 2      |
| ---------------- | -------------- | -------------- |
| Aalesund         | 2 - 3          | Freidig        |
| Ålgård           | 2 - 3          | Mjøndalen      |
| Stavanger        | 4 – 1          | Birkebeineren  |
| Fredrikstad      | 7 – 1          | Storm          |
| Jevnaker         | 0 – 0 (d.t.s.) | Lyn Oslo       |
| Voss             | 2 – 1          | Kjelsås        |
| Kristiansund FK  | 4 – 1          | Neset          |
| Kvik             | 2 – 1          | Sandefjord BK  |
| Larvik Turn      | 5 – 1          | Lisleby        |
| Moss             | 3 – 1          | Pors           |
| Selbak           | 1 – 0          | Nydalen        |
| Ranheim          | 2 – 1          | Rapid          |
| Urædd            | 1 – 1 (d.t.s.) | Sarpsborg      |
| Skeid            | 5 – 1          | Vard Haugesund |
| Snøgg            | 3 – 2          | Viking         |
| Sparta Sarpsborg | 3 – 2          | Vålerengen     |

#### Ripetizione
| Squadra 1 | Risultato | Squadra 2 |
| --------- | --------- | --------- |
| Lyn Oslo  | 8 – 1     | Jevnaker  |
| Sarpsborg | 4 – 0     | Urædd     |

### Quarto turno
| Squadra 1       | Risultato | Squadra 2        |
| --------------- | --------- | ---------------- |
| Kristiansund FK | 0 - 4     | Fredrikstad      |
| Freidig         | 2 - 3     | Selbak           |
| Lyn Oslo        | 2 – 1     | Kvik             |
| Larvik Turn     | 1 - 2     | Moss             |
| Sarpsborg       | 3 – 2     | Ranheim          |
| Voss            | 0 - 6     | Skeid            |
| Stavanger       | 1 - 3     | Sparta Sarpsborg |

### Quarti di finale
| Squadra 1 | Risultato      | Squadra 2        |
| --------- | -------------- | ---------------- |
| Skeid     | 0 - 3          | Fredrikstad      |
| Selbak    | 0 - 2          | Lyn Oslo         |
| Moss      | 0 – 0 (d.t.s.) | Mjøndalen        |
| Sarpsborg | 2 – 0          | Sparta Sarpsborg |

#### Ripetizione
| Squadra 1 | Risultato | Squadra 2 |
| --------- | --------- | --------- |
| Mjøndalen | 3 – 1     | Moss      |

### Semifinali
| Squadra 1   | Risultato | Squadra 2 |
| ----------- | --------- | --------- |
| Fredrikstad | 2 – 0     | Mjøndalen |
| Lyn Oslo    | 1 – 0     | Sarpsborg |

### Finale
| Arbitro: | Hermansen |

|                                      |           |                      |
| Osnes 49’ Brustad 96’ Pettersen 119’ | Marcatori | 25’ ? 97’ Brynildsen |

#### Formazioni
| Lyn Oslo (2-3-5) |  |                      |
|                  |  |                      |
| POR              |  | Tom Blohm            |
| DIF              |  | Eugen Hansen         |
| DIF              |  | Øivind Holmsen       |
| CEN              |  | Kristian Hammerstrøm |
| CEN              |  | Kristian Henriksen   |
| CEN              |  | Egil Jevanord        |
| ATT              |  | Marlow Bråthen       |
| ATT              |  | Lloyd Pettersen      |
| ATT              |  | Knut Osnes           |
| ATT              |  | Harry Boye Karlsen   |
| ATT              |  | Arne Brustad         |
| Allenatore:      |  |                      |
| Jørgen Juve      |  |                      |

| Fredrikstad (2-3-5) |  |                   |
|                     |  |                   |
| POR                 |  | Hans Hansen       |
| DIF                 |  | Rolf Johannessen  |
| DIF                 |  | Bjørn Berger      |
| CEN                 |  | Gunnar Andreassen |
| CEN                 |  | Erik Holmberg     |
| CEN                 |  | Bjørn Spydevold   |
| ATT                 |  | Thorleif Larsen   |
| ATT                 |  | Arne Ileby        |
| ATT                 |  | Knut Brynildsen   |
| ATT                 |  | Henry Johannessen |
| ATT                 |  | Willy Olsen       |